# ایمره شاتوری
ایمره شاتوری (مجاری: Sátori Imre; ۷ مارس ۱۹۳۷ – ۳۰ نوامبر ۲۰۱۰) بازیکن فوتبال اهل مجارستان بود.
وی همچنین در تیم ملی فوتبال مجارستان بازی کرده‌است.